# Toshiaki Tsushima
Toshiaki Tsushima (津島 利章, Tsushima Toshiaki, 22 de maio de 1936 – 25 de novembro de 2013) era um compositor japonês, bastante conhecido por compor trilhas sonoras cinematográficas. Nascido em Okayama, ele se graduou no Departamento de Artes da Universidade Nihon, em Tóquio. Ele morreu em 25 de novembro de 2013, devido a uma pneumonia.

## Filmografia (seleção)
- Three Outlaw Samurai (1964)
- The Magic Serpent (1966)
- The Green Slime (1968)
- Wandering Ginza Butterfly (1972)
- Street Mobster (1972)
- Girl Boss Guerilla (1972)
- Wandering Ginza Butterfly 2: She-Cat Gambler (1972)
- Battles Without Honor and Humanity (1973)
- Battles Without Honor and Humanity: Hiroshima Deathmatch (1973)
- Battles Without Honor and Humanity: Proxy War (1973)
- Battles Without Honor and Humanity: Police Tactics (1974)
- The Street Fighter (1974)
- Battles Without Honor and Humanity: Final Episode (1974)
- New Battles Without Honor and Humanity (1974)
- Graveyard of Honor (1975)
- New Battles Without Honor and Humanity: The Boss's Head (1975)
- New Battles Without Honor and Humanity: Last Days of the Boss (1976)
- Hokuriku Proxy War (1977)
- The War in Space (1977)
- Shogun's Samurai (1978)
- Bandits vs. Samurai Squadron (1978)
- The Fall of Ako Castle (1978)

## Dramas de TV
- Saru No Gundan (1974)
- Pro-Wres no Hoshi Aztecaser (1976)
- Dinosaur War Izenborg (1978)
- Hana no Asuka-gumi! (1988)